# 尉犁县罗布淖尔博物馆
尉犁县罗布淖尔博物馆，简称罗布淖尔博物馆或尉犁县博物馆，位于中国新疆维吾尔自治区尉犁县和平东路文化广场内。尉犁县罗布淖尔博物馆成立于2002年（一说2000年8月），2004年扩建了两个展厅。博物馆占地面积1,068平方米，拥有四个展厅：历史文物厅、营盘展厅、生态发展厅、罗布人民俗厅。据2011年的统计，尉犁县罗布淖尔博物馆藏有文物541件，其中国家一级文物1件、国家二级文物2件、国家三级文物23件。展出的文物达200余件。主要藏品包括：细石器时代罗布人的生活用品、营盘墓葬男尸、彩棺等文物，干尸二具。